# ハインリヒ・ルートヴィヒ (ナッサウ＝ザールブリュッケン侯)

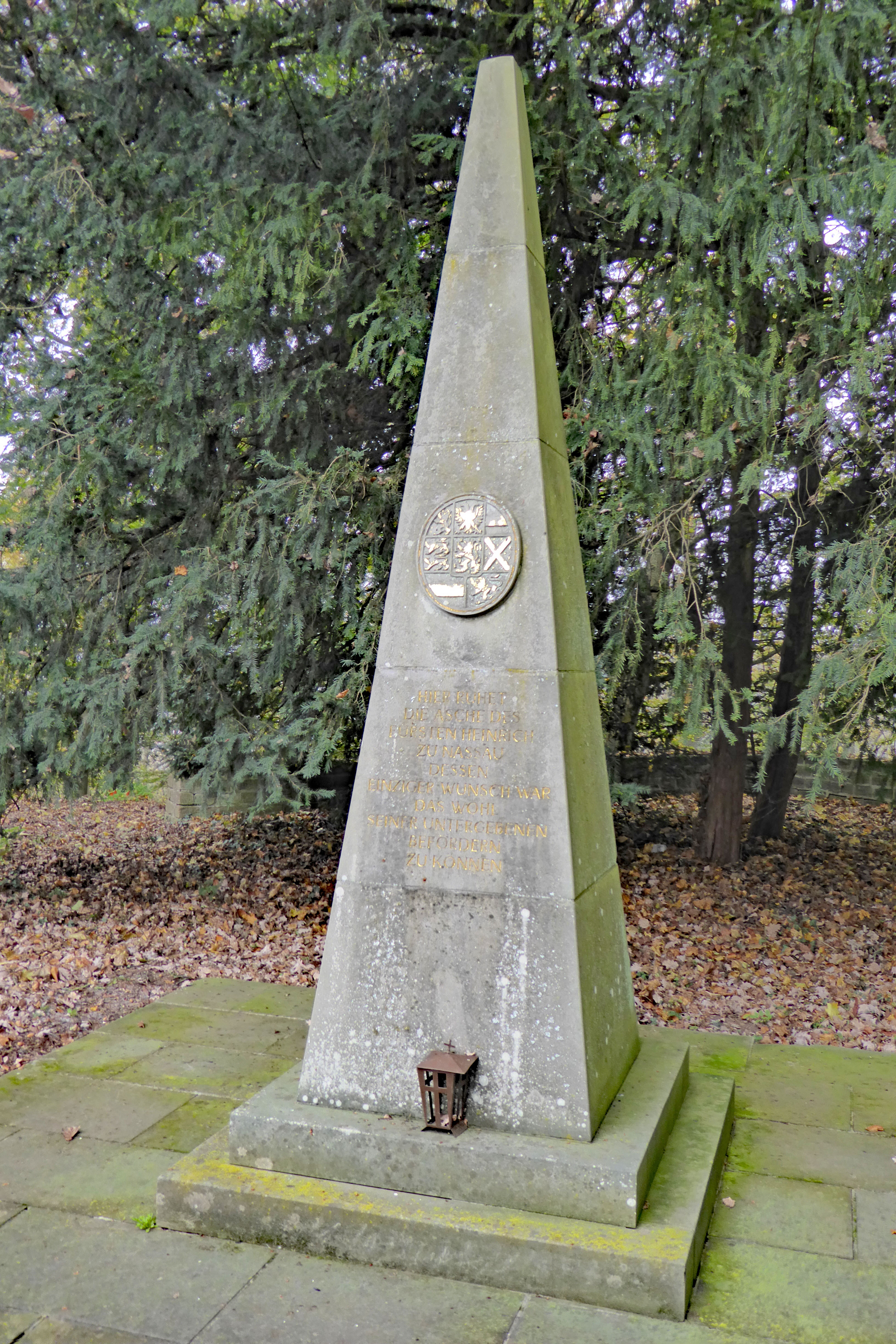
ハルベルクにあるハインリヒ・ルートヴィヒの墓のオベリスク

ハインリヒ・ルートヴィヒ（ドイツ語：Heinrich Ludwig Karl Albrecht von Nassau-Saarbrücken, 1768年3月9日 - 1797年4月27日）は、ナッサウ＝ザールブリュッケン侯（在位：1794年 - 1797年）。ザールブリュッケン侯領は1793年以降フランス革命軍に占領されていたため、領地を実際に支配することはなかった。

## 生涯
ハインリヒ・ルートヴィヒはナッサウ＝ザールブリュッケン侯ルートヴィヒとヴィルヘルミーネ・フォン・シュヴァルツブルク＝ルードルシュタット（1751年 - 1780年）の一人息子である。両親の結婚生活は不幸なもので、母ヴィルヘルミーネはハルベルク城に引きこもり、そこで息子を育てた。
ストラスブール大学で物理学を学び、1782年から1785年までゲッティンゲン大学で物理学を学んだ。その後、1786年にベルリン、1787年春にイタリアを訪れた。
1793年5月14日、フランス軍の侵攻によりイェーガースベルク城から逃れ、プロイセン軍に入隊した。1793年10月にはザールブリュッケンの城が炎上するのを目の当たりにすることとなった。1793年11月14日プロイセン騎兵隊の大佐となった。1794年に父が亡くなり、侯位を継承した。しかし、1797年にカードルツブルク城近くで落馬し、脳出血により29歳で亡くなった。
子供がいなかったため、ハインリヒ・ルートヴィヒの死後にナッサウ＝ザールブリュッケン侯領は父の従兄弟にあたるナッサウ＝ウージンゲン侯カール・ヴィルヘルムの手に渡り、1803年にカール・ヴィルヘルムは帝国代表者会議主要決議により、ライン川左岸の領土を失った補償としてライン川右岸の領土を手に入れた。
ハインリヒは遺言で、幼少時代を偲んでザールブリュッケンのハルベルクを埋葬地と定めていた。しかし、ナッサウ＝ザールブリュッケン伯ルートヴィヒ・クラフトが建てた（バロック様式の）「モンプレジール」城は、第一次対仏大同盟における攻撃により廃墟となっており、フランス革命軍がまだその地域を占領していた。そのため、ハインリヒの遺体はカードルツブルクに埋葬された。1976年になってようやく、「ハインリヒ侯の友人の会」の活動により、遺骨をハルベルクに移して再埋葬することが可能となった。現在のハルベルク城に至る道の端にあるオベリスクが埋葬の場所を示している。

## 結婚
1779年10月6日、父の勧めにより11歳でフランス陸軍大臣アレクサンドル＝マリー＝レオノール・ド・サン＝モーリス・ド・モンバレーの娘マリー・フランソワーズ・マクシミリエンヌ・ド・モンバレー（1761年11月2日 - 1838年2月2日）と結婚し、1789年5月1日にザールブリュッケンの自邸に2人は到着した。この結婚生活では子供は生まれなかった。